# Festival Cine B
El Festival Cinema//B (en anglès: Cinema//B International Film Festival) és un festival de cinema independent que se celebra cada any durant el mes de novembre a Santiago de Chile.
La mostra de pel·lícules són reproduides a importants sales de Santiago, com l'Espai Telefónica, el Cinema Radical, Lastarria 90, el Museu Nacional i els DD.HH., Matucana100, entre uns altres.

## Història
El Festival Cinema//B neix el 2008 amb la necessitat de potenciar un cinema jove, un cinema de recanvi, nou en recursos i amb posada en escena creatives que s'allunyin de les convencions, deixant al passat anys de cinema i començant un de nou i modern.
 
Pensar que el cinema es mesura pel seu pressupost, pel seu recorregut per festivals, els seus premis o la quantitat d'espectadors és erroni.
Editorial, Florencia Dupont, Directora de Programació del Festival Cine B, 2011.
El Festival Cinema//B amb la intenció de donar-li vida a un cinema nou i divers, té com a única regla que les pel·lícules estiguin finalitzades en format digital.
 
Una pel·lícula no és pel·lícula fins que algú la veu. Cinema // B es fa càrrec d'això i presenta més de 700 pel·lícules que lluiten per trobar espectadors.
Idees incompletes sobre el nou cinema, Antonino Ballestrazzi, Director Festival Cinema B, 2011.
Com a gran fita del festival, l'any 2011 va tenir com convidat especial al director franc-argentí Gaspar Noé que va estar presentant el seu últim llargmetratge Enter the Void
L'any 2012, el Festival Cinema B va tenir com a important iniciativa regalar pel·lícules al Metre de Santiago. Els assistents van arribar amb els seus pendrives a la cita per recollir les pel·lícules gratis.

## Manifest B
El Festival Cinema B consta d'un manifest sobre el cinema que conté els següents punts.
```
#
01
 El vell cinema ha mort. Creiem en el nou.
#
02
 Ni ficció ni documental. Cinema.
#
03
 La teva pel·lícula no és per a tots. I és igual.
#
04
 Cinema inacabat, imperfecte.
#
05
 Cinema limitat en recursos. No en llenguatge.
#
06
 El cinema és un negoci. Un mal negoci.
#
07
 No hi ha pel·lícules bones. No hi ha pel·lícules dolentes.
#
08
 No hi ha cinema de dones. No hi ha cinema d'homes. No hi ha cinema de mapuches. No hi ha cinema gai.
#
09
 El cinema no és catifa vermella. És masking tapi i gaffer.
#
010
 Si no es veu, no existeix.
```

## Competència
La competència del festival s'organitza en sis categories
- Llargmetratge nacional
- Llargmetratge resto del món
- Cinema en Moviment (Projectes que estiguin almenys en el seu primer tall)
- Curtmetratge nacional
- Curtmetratge resto del món
- Videoclip

## Seccions
Dins de les activitats importants del festival, destaquen les mostres de Nou Cinema Xilè, Llargs Internacional, Curt Nacional i Internacional, Cinema en Moviment (CEM) i Videoclips.
També el Festival Cinema//B proporciona múltiples activitats que acompanyen la setmana de celebració. Entre les quals destaquen Postporno, L'Experiència, Memòria, B_Junior, Creative Commons, diversos Focus d'Autor i convidats internacionals.

## LABEX
El Laboratori Experimental (LABEX) és un espai formatiu dins del festival, que es va crear l'any 2011 amb l'objectiu d'oferir assessories especialitzades per a òperes primeres en desenvolupament.
El LABEX dura els cinc dies de festival, on els cineastes seleccionats tenen la possibilitat d'interactuar amb especialistes de diferents àrees del cinema i de les arts visuals sobre els seus projectes.